# Шобашкаркасы
Шобашкаркасы́ (чув. Шупашкаркасси) — деревня в составе Вурман-Сюктерского сельского поселения Чебоксарского района Чувашии.

## География
Расстояние до столицы республики, города Чебоксары, составляет 23 км, до районного центра, посёлка Кугеси, — 25 км, до железнодорожной станции 23 км. Деревня расположена у автодороги федерального значения М7 «Волга».
Часовой пояс
Деревня Шобашкаркасы, как и вся Чувашская Республика, находится в часовой зоне МСК (московское время). Смещение применяемого времени относительно UTC составляет +3:00.

## История
Деревня появилась в XVIII — начале XX века как околоток деревни Бахтыгильдина (ныне деревня Селиванкино). Жители — до 1866 года государственные крестьяне; занимались земледелием, животноводством, рыболовством, кулеткачеством, заготовкой и сбытом леса Сюктерскому лесопильному заводу. В 1931 году образован колхоз «Большевик». С 1930-х годов действовала лавка. В 1969 году деревня вошла в совхоз «Приволжский» (с 1972 года — «50 лет СССР», ныне СХПК «Атал») с центральной усадьбой в селе Хыркасы. 
Административно-территориальная принадлежность
В составе: Сюндырской волости Козьмодемьянского уезда (до 24 июля 1920 года), той же волости Чебоксарского уезда (до 1 октября 1927 года), Чебоксарского (до 1 марта 1935 года), Ишлейского (до 14 июля 1959 года), Сундырского (до 29 января 1960 года), Чебоксарского районов:277. 

Сельские советы: Кибечкасинский (с 1 октября 1927 года), Вурман-Сюктерский (с 29 января 1960 года):277.
Исторические названия
Бахтыгильдина (Шобашкар-касы), Шебашкар-касы, Шепашкар-касы. 

## Население
| 2010 | 2012 |
| ---- | ---- |
| 207  | ↗239 |

По данным Всероссийской переписи населения 2002 года в деревне проживали 255 человек, преобладающая национальность — чуваши (97%).

## Инфраструктура
Функционирует СХПК «Атӑл» (по состоянию на 2010 год). Имеются клуб, библиотека, спортплощадка, магазин, кафе.